# Шер-Ак-Дан (Бішкек)
Шер-Ак-Дан (кирг. Шер-Ак-Дан) — киргизський футбольний клуб, який представляє Бішкек. 

## Історія
Футбольний клуб «Шер» було засновано в 2002 році в Бішкеку. В 2005 році клуб виграв Північну зону першої ліги чемпіонату Киргизстану. Наступного сезону команда дебютувала у групі А вищої ліги чемпіонату Киргизстану та посіла 4-те місце серед 5-ти команд-учасниць. В 2007 році ФК «Шер» завершив чемпіонат на 7-му місці з 10-ти команд-учасниць. Наступного сезону команда посіла високе 5-те місце серед 9-ти команд-учасниць. В сезоні 2009 року клуб посів 6-те місце серед 9-ти команд-учасниць, а наступного року — 5-те серед 7-ми команд-учасниць.
17 квітня 2005 року ФК «Шер» дебютував у національному кубку, на стадії 1/32 фіналу він переміг з рахунком 4:0 ФК «Ісик-Ата». У тому розіграші команда дійшла до 1/8 фіналу, де поступилася з рахунком 1:5 клубу «СКА-Шоро». У наступному сезоні команда дійшла до 1/2 фіналу Кубку Киргизстану, де за сумою двох поєдинків з рахунком 1:6 поступився «Динамо-Дордой». У 2007 році ФК «Шер» в 1/8 фіналу з рахунком 0:1 поступився ФК «Кант-77». В 2008 році клуб повторив своє найкраще досягнення в національному кубку, дійшов до 1/2 фіналу, де знову поступився  «Динамо-Дордой», цього разу з загальним рахунком 0:8. В 2009 році команда в національному кубку дійшла до 1/8 фіналу, де з рахунком 0:2 поступилася «Абдиш-Аті». У сезоні 2010 року ФК «Шер» дійшов до 1/4 фіналу, де за сумою двох поєдинків з рахунком 0:5 поступився «Дордою».

## Досягнення
- Топ-Ліга
  - 5-те місце (1): 2008

- Північна зона першої ліги чемпіонату Киргизстану з футболу
  -  Чемпіон (1): 2005

- Кубок Киргизстану
  - 1/2 фіналу (2): 2006, 2008

## Відомі гравці
- Канимет Аралбаєв
- Нурбек Ахатов
- Олександр Бельдинов
- Радик Водоп'янов
- Ернис Джумабаєв
- Таалайбек Джуматаєв
- Євгеній Дорогинський
- Ігор Іванов
- Сергій Калеутін
- Жениш Кожоналієв
- Роман Корнілов
- Андрій Краснов
- Матью Лама
- Ринат Муратов
- Айбек Орозалієв
- Алмаз Осмоналієв
- Євгеній Пилипас
- Турсуналі Рустамов
- Дільшат Саримсаков
- Микола Скиданов
- Олексій Солдатов
- Володимир Хорошунов
- Сергій Чикишев
- Володимир Яглінський